# Nävertjärnen (Överkalix socken, Norrbotten)
Nävertjärnen är en sjö i Överkalix kommun i Norrbotten och ingår i Kalixälvens huvudavrinningsområde.